# 트로피카나 스파클링
트로피카나 스파클링은 롯데칠성음료에서 파는 음료수 중에 하나이다. 1990년대까지 판매했던 탐스의 후속으로 나온 음료수이다.

## 특징
트로피카나 스파클링은 독특한 맛을 내는 탄산음료이며, 롯데칠성음료가 탐스의 후속으로 독자 개발한 음료수이다. 트로피카나의 주인인 펩시코에는 상표 사용료를 지불하며 다른 롯데칠성음료의 음료수와는 달리 롯데의 마크를 달고 나오지 않는다.

## 맛
- 오렌지 맛
- 포도 맛
- 사과 맛
- 복숭아 맛
- 자몽 맛
- 망고 맛
- 청포도 맛
- 파인애플 맛
- 패션후르츠 맛

## 같이 보기
- 롯데칠성음료
- 탄산음료